# Elismar Prado
Elismar Fernandes Prado, mais conhecido como Elismar Prado (Uberlândia, 12 de agosto de 1972) é um político brasileiro filiado ao Partido Social Democrático (PSD). Atualmente, exerce o cargo de deputado estadual em Minas Gerais.
Sociólogo e músico, foi eleito, em 1998, diretor do Diretório Central dos Estudantes da UFU. E foi diretor da União Nacional dos Estudantes (UNE) de 2003 a 2004. 
Foi eleito vereador pelo Partido dos Trabalhadores em Uberlândia. Foi Deputado federal entre 2007 e 2011, sendo vice-líder do PT na Câmara de Deputados . 
Em 2015, Elismar se desfiliou do PT e passou a integrar o PDT.  Atualmente, está filiado ao PROS.